# Owady minujące

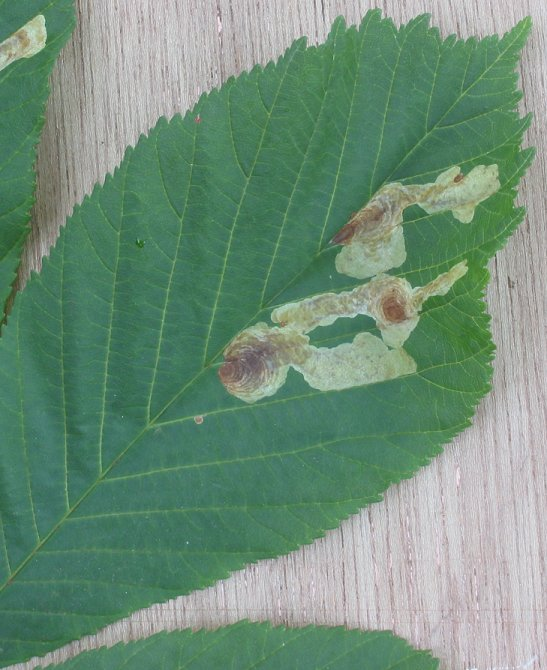
Miny szrotówka kasztanowcowiaczka na liściu kasztanowca zwyczajnego.

Owady minujące, minowce – grupa owadów, których larwy pasożytują na roślinach. Podczas żerowania larwy wygryzają w tkankach roślinnych wolne przestrzenie (tzw. miny), charakterystyczne dla poszczególnych taksonów. Do owadów  minujących należą błonkówki, motyle, niektóre muchówki i chrząszcze. Ze względu na osłabianie roślin i niszczenie walorów estetycznych roślin ozdobnych owady te są zwalczane w uprawach za pomocą środków ochrony roślin.
60,9% fauny minowców (702 gatunki) Polski występuje w łuku sudecko-karpackim i Górach Świętokrzyskich.